# 달다
달다 크림(본명: 이효진, 1991년 11월 16일~)은 대한민국의 가수이자 방송인이다.
1996년, CF 모델로 첫 데뷔하였고, 1997년, KBS TV 드라마 《욕망의 바다》를 통하여 아역 배우로 데뷔를 하였으며, 이듬해 1998년, 모델과 배우(연기자 분야)에서 약2년여만에 모두 은퇴하였고, 14년후 2012년 언더그라운드 라이브 클럽에서 가수로 데뷔하였으며, 2016년, 첫 음반을 발표하였다.

## 학력
- 수지고등학교 졸업
- 아주대학교 경제학과 학사

## 음반
- 2016년 들킴주의
- 2016년 동화
- 2017년 금요병
- 2017년 좋은말
- 2018년 니가좋다
- 2018년 Darling

## 아역 시절 연기 활동

### TV 시리즈 출연작
- 1997년 KBS 2TV 수목드라마 《욕망의 바다》 - 정채정 역
- 1998년 MBC TV 미니시리즈 《사랑》 - 송이나[1] 역
- 1998년 EBS TV 청소년 드라마 《내일》 - 송영주[2] 역
- 1998년 SBS TV 일일드라마 《미우나 고우나》 - 어린 시절의 이세나[3] 역
- 1998년 MBC TV 주간시트콤 《여자 대 여자》[4] - 어린 시절의 여지숙[5][6] 역

## 이외 방송 활동

### TV 프로그램
- 2017년 JTBC 《TV정보쇼 알짜왕》

### 라디오 프로그램
- 2017년 경기방송 《달나라》